# 羅伯特·海萊因
羅伯特·安森·海萊恩（1907年7月7日—1988年5月8日），美國硬科幻小說作家，人稱「科幻先生」（Mr. SF）。他的作品被认为在科学和工程方面有相当可信度，也帮助提高了对科幻类作品的科学准确性的要求标准。
海萊恩是1940年代晚期将无修饰科幻小说打入一般主流杂志（《星期六晚邮报》）的第一位科幻小说作家。他是1960年代最畅销长篇科幻小说的頭几名作家之一，與艾萨克·阿西莫夫和亞瑟·查理斯·克拉克並稱为「科幻小说三巨头」(Big Three)，因為他們承繼古典科幻小說精神後，在40~60年代發表大量的硬科幻小說奠基了後代的科幻小說發展。海萊恩共獲得5次星云奖，加上3次追授共獲得7次雨果奖。星雲獎獎項主辦方美國科幻和奇幻作家協會更是於1974年將首届大師獎授予海萊恩，并於次年正式頒獎，以表彰其在科幻奇幻領域的終生成就與貢獻。
海萊恩作品的主要題材包括：極端個人主義、自由意志主義、獨我論、宗教、精神和肉體之愛的關係以及對全新家庭結構關係的猜測，等等。由於他對這些題材獨數一格的寫作風格，外界對他作品的反應往往截然相反：他於1951年發表的《星船傘兵》被指責為宣揚法西斯和軍國主義，1961年發表的《異鄉異客》則出乎意料地被認爲鼓吹性解放和反文化。

## 生平簡介
海萊恩生於美國密蘇里州巴特勒，成長於堪薩斯城。其科幻作品与亚瑟·查理斯·克拉克、艾萨克·阿西莫夫并称，是三位科幻巨匠中惟一一位土生土長的美國人。這個環境雖然對他的作品有很多影響，他後來在寫作和個人生活中卻衝破了很多此時此地的價值和道德觀。

### 青年海軍生涯
1929年海萊恩以優異的成績從美國海軍學院畢業並分派到列星頓號航空母艦上服役。
1933年至1934年期間，海萊恩在羅柏號驅逐艦上服役，軍銜升至海軍上尉，卻在1934年因肺結核退役。其後在漫長的住院治療期間發明水床，然而他之後在3部作品中過於詳細的描寫使其失去申請專利的機會。這段軍旅生涯給予海萊恩第二重要的終身影響——他極度認同忠誠和領導力等與軍人有關的品質。
退役後的海萊恩在加州大學洛杉磯分校非正式地攻讀幾星期研究生數學和物理課程，之後他因為自身健康或政治計劃或兩者兼而有之而罷休。爾後他從事經營一系列不同的職業行當，包括房地產和銀礦等等來維持生計。

### 早年婚姻與政治
關於海萊恩和埃莉諾·庫里（Elinor Curry）的第一次婚姻記載不多，而1932年與他成婚的第二任妻子萊斯琳·麥克唐納（Leslyn MacDonald）則是一位政治激進分子——據阿西莫夫回憶，海萊恩在此期間是一個「徹底的自由派」。
20世紀30年代前期，他參與厄普頓·辛克萊的社會主義「結束加州貧困運動」。1934年，海萊恩為辛克萊失敗的民主黨加州州長競選做出努力工作。他自己於1938年親自競選加州議員，但也以失敗告終。
在後來的歲月中，海萊恩對這個參與社會黨活動的階段諱莫如深，對他自己的政治歷史也是寫得很隱諱。他於1954年寫道：「很多美國人堅認麥卡錫開創了一個『恐怖統治』。你害怕了麼？我沒怕，雖然我有不少政治背景可比麥卡錫議員左多了」。 

### 寫作經歷
虽然海军病残津贴讓他不太穷困，海萊恩为付款买房开始写作。1939年，他的第一篇小说《生命线》发表于美國科幻教父約翰·W·坎貝爾主編的《震撼科幻小說》雜誌。他很快成为社会科学幻想运动的公认领袖之一。他的早期作品逐步拼凑成主題相当一致的未来历史系列。1941年，雜志主編坎貝爾此系列的年表發表在《震撼科幻小說》，年表日後在海萊恩合輯《貫穿明日的過去》中重印。
二戰期間，海萊恩重返美國海軍從事航海機械方面的工作，同時拉上的阿西莫夫和L·斯普雷·德坎普一同受雇於海軍飛機工廠。1945年，戰爭進入尾聲，海萊恩開始重估職業走向。廣島與長崎原子彈爆炸和冷戰的開始，驅動他著手進行政治相關的非小説寫作。同一時期，他有4篇重要故事作品在《星期六晚郵報》上發表，其中首篇《地球上的綠色山丘》發表於1947年2月，是美國科幻作者第一次發表於主流文藝雜誌。他為之撰寫劇本並設計特殊效果的電影《奔向月球》更是獲得1950年第23屆奧斯卡最佳特技效果獎肯定。
這一期間最爲重要的是，海萊恩開始為斯克里布納出版社撰寫一系列青少年小說作品，一直延續到20世紀50年代，并於1952年出版《滾石家族遊太空》。
1948年海萊恩與第二任妻子萊斯琳離婚，并於同年與第三任妻子弗吉妮婭·「吉妮」·海萊恩（原姓格爾斯滕費爾德）結婚。身爲優秀航空工程師、化學師的她不但與海萊恩白頭偕老，還成爲其作品中不少聰明而獨立的女性人物原型。1953年至1954年期間，海萊恩夫妻進行了一次環球旅行，并被他寫進《皇家流浪漢》（1992），也為他日後有關太空旅行的小說——如《火星少年》（1963）——提供了背景。
阿西莫夫認為海萊恩與吉妮成婚的同時也在政治上突然轉向極右。海萊恩夫婦於1958年成立「帕特里克·亨利聯盟」，1964年為美國「保守先生」巴里·戈德華特總統競選活動工作，而且早前發表的《皇家流浪漢》中有兩大段關於麥卡錫聽證會的辯解。然而這種政治大轉彎印象的產生，可能是由於傳統的美國政治左右翼劃分不一定適用自由意志主義，再加上海萊恩本人獨出一格、不願拘泥於傳統的意識形態定義——包括自由意志主義。吉妮對丈夫的影響主要體現在文學和科學方面。她不但是丈夫手稿的第一讀者，更是在他們的工程專業工作上比他還厲害。
海萊恩的少年文學作品造就了後來一代對科學和社會議題敏感的成年讀者。儘管他的少年文學系列大多數重複使用一系列相同題材，他於1959年完成的《星船傘兵》還是被斯克里布納出版社的編輯認為過於爭議而被拒絕出版。這反倒解除了兒童作品對海萊恩的束縛，讓他開始「以我自己的風格寫我自己的東西」，創作出一系列富有挑戰性、重新劃定科幻界限的作品，其中包括他最著名的《異鄉異客》（1961）以及被認為是他最佳作品的《嚴厲的月亮》（1966）。

### 晚年與健康
1970年後海萊恩經歷一系列健康危機，其間仍勤奮寫作。20世紀70年代初他因腹膜炎休養兩年多方才恢復，隨後便提筆撰寫《時間足夠你愛》，并於1973年發表。他和吉妮穿越全美宣傳捐血，並第三次受邀成為世界科幻大會（密蘇里堪薩斯城，1976）的嘉賓。1977年海萊恩因為一根阻塞的心血管幾乎中風，之後為此接受當時少見的最早期心臟搭橋手術。術後的海萊恩精力煥發，并於同年列席美國國會兩院特別委員會聽證會，以親身經驗舉證空間技術副產品對老年體弱者的幫助。
1980年至1988年期間，海萊恩一直在為他的新小說系列《世界神話》組織早期寫作材料，直到1988年5月8日因肺氣腫和充血性心力衰竭於睡夢中去世，享年80歲。

## 作品列表
以下列表將海萊恩發表的作品分類按各自首次出版時間由先到後排列。

### 長篇小說
- Sixth Column, 1949（1941年以筆名安森·麥克唐納連載，又名The Day After Tomorrow）
- Methuselah's Children, 1958（1941年系列中篇小説）
  - 〈瑪士薩拉之子（英语：Methuselah's Children）〉收錄於同名小説合輯 《瑪士薩拉之子》（四川科学技术出版社，2009，ISBN 978-7-5364-6883-2）
- Beyond This Horizon, 1948（1942年以筆名安森·麥克唐納連載）
- The Puppet Masters, 1951（1990年修復刪改部分重新出版）
  - 《傀儡主人（英语：The Puppet Masters）》（四川科学技术出版社，2004，ISBN 978-7-5364-5554-2）
- Double Star, 1956——1956年雨果獎
  - 《雙星（英语：Double Star）》（國家出版社，1981）
  - 《双星》（黑龙江人民出版社，1983）
  - 《双星》（四川科学技术出版社，2005，ISBN 978-7-5364-5788-1）
  - 《双星》（上海文艺出版社，2019，ISBN 978-7-5321-7085-2）
- The Door into Summer, 1957
  - 《重遊消逝的過去》（光復書局，1969，譯自日文改編本《未来への旅》）
  - 《夏之門（英语：The Door into Summer）》（麥田出版，2003，ISBN 978-9-8677-8294-6），譯者：葉李華。
  - 《进入盛夏之门》（四川科学技术出版社，2004，ISBN 978-7-5364-5219-0），譯者：顾备。
  - 《夏之門（英语：The Door into Summer）》（獨步文化，2009，ISBN 978-9-5794-4748-5），譯者：吳鴻。
- Starship Troopers, 1959——1960年雨果獎
  - 《宇宙戰爭》（青文出版社，諸葛明改寫，1979）
  - 《宇宙戰士》（星際出版社，1981）
  - 《星船伞兵》（四川科学技术出版社，2003，ISBN 978-7-5364-5328-9）
- Stranger in a Strange Land, 1961——1962年雨果獎（1991年按較長初版重新出版）
  - 《异乡异客》（南开大学出版社，1991，ISBN 978-7-3100-0376-1）
  - 《异乡异客》（四川科学技术出版社，2006，ISBN 978-7-5364-5951-9）
- Glory Road, 1963——1964年雨果獎提名
- Farnham's Freehold, 1964
- The Moon Is a Harsh Mistress, 1966——1967年雨果獎
  - 《严厉的月亮》（四川科学技术出版社，2004，ISBN 978-7-5364-5552-8）
  - 《怒月》（貓頭鷹出版社，2009，ISBN 978-986-6651-81-8）
- I Will Fear No Evil, 1970
- Time Enough for Love, 1973——1973年星雲獎提名，1974年雨果獎提名和軌跡獎（科幻）提名
  - 《时间足够你爱》（四川科学技术出版社，2007，ISBN 978-7-5364-6410-0）
- The Number of the Beast, 1980
- Friday, 1982——1983年雨果獎提名、星雲獎提名和軌跡獎（科幻）（英语：Locus Award for Best Science Fiction Novel）提名
- Job: A Comedy of Justice, 1984——1984年星雲獎提名，1985年雨果獎提名和軌跡獎（奇幻）（英语：Locus Award for Best Fantasy Novel）
  - 《約伯大夢》（皇冠文化出版有限公司，1985）
- The Cat Who Walks Through Walls, 1985
  - 《穿牆貓（英语：The Cat Who Walks Through Walls）》（皇冠文化出版有限公司，1986）
- To Sail Beyond the Sunset, 1987
- For Us, The Living: A Comedy of Customs, 2003（1939年完成）

### 青少年小說
- Rocket Ship Galileo, 1947
- Space Cadet, 1948
- Red Planet, 1949
  - 《火星少年》（光復書局，1970，譯自日文改編本《赤い惑星の少年》）
- Farmer in the Sky, 1950（最初以壓縮版Satellite Scout連載于《男孩的生活》雜志——1951年追頒雨果獎
- Between Planets, 1951
  - 《星际归途》（四川科学技术出版社，2006，ISBN 978-7-5364-6063-8）
- The Rolling Stones, 1952（又名Space Family Stone）
  - 《滾石家族遊太空》（天下文化出版股份有限公司，2000，ISBN 978-9-5762-1776-0）
  - 《斯通一家闯太空》（四川科学技术出版社，2010，ISBN 978-7-5364-7047-7）
- Starman Jones, 1953
- The Star Beast, 1954
- Tunnel in the Sky, 1955
  - 《星際迷航》（中国宇航出版社，2007，ISBN 978-7-8021-8277-6）
- Time for the Stars, 1956
  - 《探星時代》（純文學出版社有限公司，1978）
  - 《異星遊》（國家出版社，1981）
  - 《4=71》（天下文化出版股份有限公司，2001，ISBN 978-9-5762-1843-9）
- Citizen of the Galaxy, 1957
  - 《銀河公民（英语：Citizen of the Galaxy）》（麥田出版，2006，ISBN 978-9-8617-3108-7）
  - 《银河系公民》（四川科学技术出版社，2010，ISBN 978-7-5364-5758-4）
- Have Space Suit—Will Travel, 1958
  - 《穿上航天服去旅行（英语：Have Space Suit—Will Travel）》（中国宇航出版社，2008，ISBN 978-7-8021-8310-0）
- Podkayne of Mars, 1963

### 短篇小說
- Life-Line, 1939
- Misfit, 1939
  - 〈不合群的人（英语：Misfit (short story)）〉收錄於 《玛士撒拉之子》（四川科学技术出版社，2009，ISBN 978-7-5364-6883-2）
- The Roads Must Roll, 1940
- Requiem, 1940
- If This Goes On—, 1940（第一部小説）
  - 〈如果這樣下去……〉收錄於 《玛士撒拉之子》（四川科学技术出版社，2009，ISBN 978-7-5364-6883-2）
- Magic, Inc., 1940（又名The Devil Makes the Law）
- Solution Unsatisfactory, 1940（以筆名安森·麥克唐納發表）
- Let There Be Light, 1940
- Successful Operation, 1940（又名Heil!，以筆名萊爾·門羅發表）
- Coventry, 1940
  - 〈考文垂（英语：Coventry (short story)）〉收錄於 《玛士撒拉之子》（四川科学技术出版社，2009，ISBN 978-7-5364-6883-2）
- Blowups Happen, 1940
- They, 1941
- —And He Built a Crooked House—, 1941
- Universe,  1941
  - 《流浪中的都市太空船（英语：Orphans of the Sky）》（大眾出版社, 1977）
- —We Also Walk Dogs, 1941（筆名安森·麥克唐納）
- Lost Legacy, 1941（又名Lost Legion，筆名萊爾·門羅）
- By His Bootstraps, 1941（筆名安森·麥克唐納）
- Elsewhen, 1941（又名Elsewhere，以筆名迦勒·桑德斯發表）
- Beyond Doubt, 1941 （以筆名萊爾·門羅與Elma Wentz共同發表）
- Common Sense, 1941
- Logic of Empire, 1941
- The Unpleasant Profession of Jonathan Hoag, 1942 （以筆名約翰·里弗賽德發表）
- Waldo, 1942（筆名安森·麥克唐納）
- My Object All Sublime, 1942（筆名萊爾·門羅）
- Goldfish Bowl, 1942（筆名安森·麥克唐納）
- Pied Piper, 1942（筆名萊爾·門羅）
- A Bathroom of Her Own, 1946
- On the Slopes of Vesuvius, 1947
- Space Jockey, 1947
- Jerry Was a Man, 1947
- Columbus Was a Dope, 1947（筆名萊爾·門羅）
- The Green Hills of Earth, 1947
  - 〈地球上的綠色山丘（英语：The Green Hills of Earth）〉收錄於同名小説合輯 《地球上的綠色山丘（英语：The Green Hills of Earth (short story collection)）》（四川科学技术出版社，2006，ISBN 978-7-5364-6100-0）
- They Do It with Mirrors, 1947（以筆名西蒙·約克發表）
- It's Great to Be Back!, 1947
- Water Is for Washing, 1947
- Ordeal in Space, 1948
- The Long Watch, 1948
- Gentlemen, Be Seated, 1948
- The Black Pits of Luna, 1948
- Our Fair City, 1948
- Gulf, 1949
- Nothing Ever Happens on the Moon, 1949
- Poor Daddy, 1949
- Delilah and the Space-Rigger, 1949
- The Man Who Sold the Moon, 1950——1951年追頒雨果獎
  - 〈出卖月亮的人（英语：The Man Who Sold the Moon）〉收錄於同名小説合輯 《出卖月亮的人（英语：The Man Who Sold the Moon (short story collection)）》（四川科学技术出版社，1991，ISBN 978-7-5364-6880-1）
- Cliff and the Calories, 1950
- Destination Moon, 1950
- The Bulletin Board, 1951
- The Year of the Jackpot, 1952
- Project Nightmare, 1953
- Sky Lift, 1953
- The Menace from Earth, 1959
- A Tenderfoot in Space, 1956（1958年連載）
- The Man Who Traveled in Elephants, 1957（又名The Elephant Circuit）
- —All You Zombies—, 1959
- Searchlight, 1962
- Free Men, 1966（1946年完成）

### 非小說作品
- The Discovery of the Future, 1941（第3届（英语：3rd World Science Fiction Convention）世界科幻大會榮譽嘉賓演講）
- On the Writing of Speculative Fiction, 1947
- Where To?, 1952（《銀河（英语：Galaxy Science Fiction）》雜志）
- Ray Guns and Rocket Ships, 1952
- The Third Millenium Opens, 1956（首發於《驚奇故事》雜志，原標題As I See Tomorrow，重印於1980年出版的《膨脹的宇宙（英语：Expanded Universe (book)）》）
- Science Fiction: Its Nature, Faults and Virtues, 1959（源自1957年芝加哥大學講座）
- The Future Revisited, 1958（第16届世界科幻大會（英语：16th World Science Fiction Convention）榮譽嘉賓演講）
- Channel Markers, 1973（美國海軍學院詹姆斯·福莱斯特畢業講座）
- No Bands Playing, No Flags Flying, 1973（1947年完成）
- Larger than Life,
- Spinoff, 1980（首發於《奧秘》雜志，重印於《膨脹的宇宙》）
- The Happy Days Ahead, 1980（《膨脹的宇宙》）
- Interstitial commentary, 1980（《膨脹的宇宙》）
- Grumbles from the Grave, 1989
- Take Back Your Government, 1992（1946年完成，原書標題How to Be a Politician）
- Tramp Royale, 1992

### 作品合輯
- The Man Who Sold the Moon, 1950
  - 《出卖月亮的人（英语：The Man Who Sold the Moon (short story collection)）》（四川科学技术出版社，1991，ISBN 978-7-5364-6880-1）
- Waldo and Magic, Inc., 1950
- The Green Hills of Earth, 1951
  - 《地球上的綠色山丘（英语：The Green Hills of Earth (short story collection)）》（四川科学技术出版社，2006，ISBN 978-7-5364-6100-0）
- Assignment in Eternity, 1953
- Revolt in 2100, 1953（If This Goes On—、Coventry與Misfit的合輯）
  - 收錄於 《玛士撒拉之子》（四川科学技术出版社，2009，ISBN 978-7-5364-6883-2）
- The Menace from Earth, 1959
- The Unpleasant Profession of Jonathan Hoag, 1959（又名 6 X H）
- Orphans of the Sky, 1963（由1941年出版的Universe和Common Sense組合而成）
  - 《太空孤儿（英语：Orphans Of The Sky）》（江苏凤凰文艺出版社，2022年预定，ISBN 978-7-5594-6435-4）
- The Worlds of Robert A. Heinlein, 1966
- The Past Through Tomorrow, 1967（囊括除Let There Be Light、Universe與Common Sense外其餘所有未来历史系列（英语：Future History (Heinlein)）小説作品）
- Expanded Universe, 1980
- The Fantasies of Robert A. Heinlein, 1999（Waldo & Magic, Inc.與The Unpleasant Profession of Jonathan Hoag的匯編）

## 備注信息
1. ↑  姓氏源自德國，其美式發音為/ˈhaɪnlaɪn/[1][2]臺灣基於此譯作「海萊恩」或「海萊因」，中國大陸則按其德語發音譯作「海因萊因」。
2. ↑  《星船傘兵》又譯《星河戰隊》或《星艦戰將》。

## 外部連結
- 海因莱因协会（英语：Heinlein Society）官方网站
- Gifford, James.  [關於羅伯特·海萊恩的常見問題列表]. RAH - The Robert A. Heinlein Home Page. 2005-03-29  [2019-06-13]. （原始内容存档于2012-08-07） （英语）.